# Kug-bau

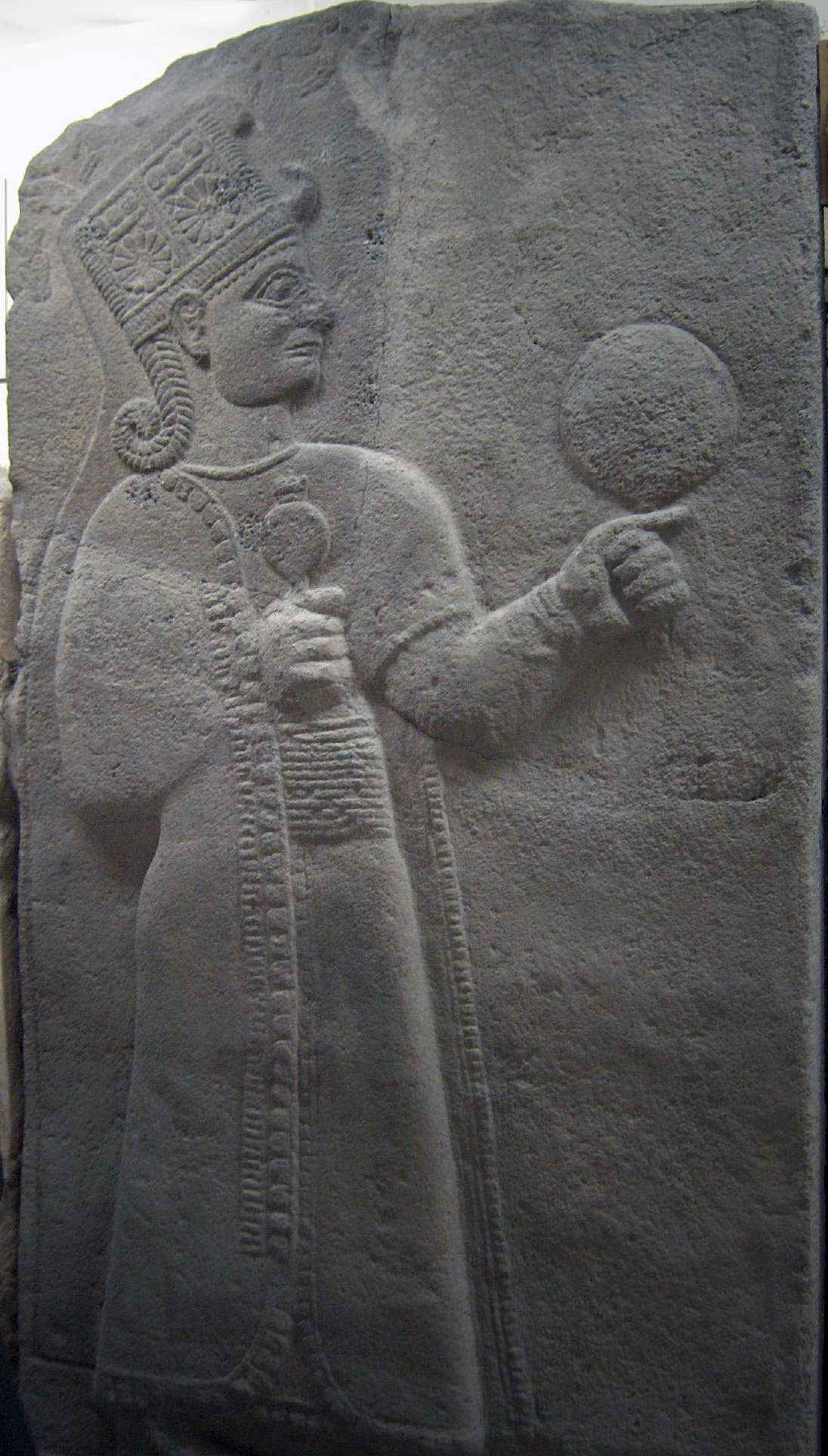
Kug-bau

Kug-Bau, även kallad Kubaba, troligen död 2365 f.Kr., var en regerande sumerisk drottning i Kish.  Hon är den enda regerande drottning som nämns i den Sumeriska kungalistan , och blev efter sin död gudaförklarad och dyrkad som en gudinna. 
Hon var mor till kung Puzur-Suen och farmor till kung Ur-Zababa, som efterträdde henne på tronen. Kug-bau omnämns likt de andra i kungalistan som "lugal" alltså kung och verkar inte gå under annan beteckning på grund av sitt kön. Kug-bau verkar ha friat Kish från utomstående härskare (troligen genom revolt) och sedan styrt riket. Under hennes regenttid erövrades Kish senare av Akshak.  Efter sin död blev hon gudaförklarad av sin son, och tempel restes till hennes ära.  Hon påstås traditionellt ha regerat i hundra år. Hur länge hennes regeringstid i verkligheten varade är okänt, men hennes dödsår kan fastställas eftersom hennes son och sonsons regeringstider är av normallängd. Hennes sonson Ur-Zababa avsattes av Sargon av Akkad, år 2334 f.Kr., och då hennes sons och sonsons regeringstider sammanlagt räckte i 31 år, torde hon ha avlidit år 2365.  Sargon påstår att hon var krogvärd innan hon blev drottning.  Denna uppgift kan dock ha varit påhittad av Sargon av propagandaskäl, då han som usurpator hade anledning att legitimera sitt eget maktanspråk genom att misskreditera sina föregångares legitimitet.
Kug-bau dyrkade som gudinna i norra Mesopotamien och av hettiterna fram till åtminstone 1100-talet f.Kr. 